# Troglohyphantes zanoni
Troglohyphantes zanoni là một loài nhện trong họ Linyphiidae.
Loài này thuộc chi Troglohyphantes. Troglohyphantes zanoni được miêu tả năm 1988 bởi Pesarini.